# قبرة صومالية
قبرة صومالية (بالصومالية: Kuliyo)‏ (بالإنجليزية: Somali lark)‏ هي نوع من القبرة في عائلة التوطن المستوطنة في الصومال.

## التصنيف
تم تصنيف القبرة الصومالية في الأصل على أنها تنتمي إلى جنس سيرثيلودا [الإنجليزية] و مصطلح "قبرة الصومالية" يستخدم أيضًا كاسم بديل لكل من قبرة آرتشر و قبرة شارب. مصطلح "قبرة الصومالية الحمراء" يستخدم أيضًا كاسم بديل لقبرة شارب. وتشمل الأسماء البديلة الأخرى قبرة الصومالية الحمراء،  والقبرة الصومالية طويلة المنقار.

### نوع فرعي
تم التعرف على نوعين فرعيين للقبرة الصومالية 
النوع الأول آنسة صومالية وجدها عالم الطيور البريطاني فوربيس ويثيربى [الإنجليزية] عام 1903 في شمال الصومال
النوع الثاني آنسة روشى وجدها عالم الطيور البريطاني بيتر كولستون [الإنجليزية] عام 1982 في  وسط الصومال.

## السكن والانتشار
نطاق قبرة آنسة صومالية كبير إلى حد ما، ويقدر انتشارها العالمي بحوالي 270.000 كيلومتر مربع
موطنها الطبيعي هو الأراضي العشبية الجافة شبه الاستوائية أو الاستوائية.